# Pallanuoto ai campionati mondiali di nuoto 1998 - Torneo maschile
L'VIII edizione dei campionati mondiali di pallanuoto si è disputata dal 7 al 18 gennaio 1998 nel corso dell'ottava edizione dei campionati mondiali di nuoto organizzati dalla FINA e ospitati per la seconda volta dalla città di Perth (Australia).
La formula della competizione è stata modificata rispetto al recente passato: le sedici partecipanti sono state divise in quattro gironi, al termine dei quali le prime tre di ciascun raggruppamento si sono qualificate per una seconda fase, su due gironi da sei squadre, ereditando i risultati degli scontri diretti. Le prime due classificate dei gironi del secondo turno hanno disputato le semifinali a eliminazione diretta per il titolo, mentre le altre hanno disputato le gare di classificazione.
Dopo due sconfitte consecutive in finale, la Spagna ha conquistato il suo primo titolo mondiale, superando l'Ungheria. La medaglia di bronzo è andata alla Jugoslavia, che ha battuto l'Australia nella finale per il terzo posto.

## Squadre partecipanti
GRUPPO A
- Croazia
- Kazakistan
- Nuova Zelanda
- Russia

GRUPPO B
- Iran
- Italia
- Jugoslavia
- Ungheria

GRUPPO C
- Brasile
- Grecia
- Spagna
- Sudafrica

GRUPPO D
- Australia
- Canada
- Slovacchia
- Stati Uniti

## Prima Fase

### Gruppo A
|    | Squadra       | Pt | G | V | P | S | GF | GS | Diff |
| -- | ------------- | -- | - | - | - | - | -- | -- | ---- |
| 1. | Russia        | 6  | 3 | 3 | 0 | 0 | 38 | 12 | +26  |
| 2. | Croazia       | 4  | 3 | 2 | 0 | 1 | 42 | 13 | +29  |
| 3. | Kazakistan    | 2  | 3 | 1 | 0 | 2 | 27 | 38 | –11  |
| 4. | Nuova Zelanda | 0  | 3 | 0 | 0 | 3 | 9  | 53 | –44  |

| Data     | Gara       | Gara   | Gara          |
| -------- | ---------- | ------ | ------------- |
| 09-01-98 | Russia     | 6 - 4  | Croazia       |
| 09-01-98 | Kazakistan | 15 - 6 | Nuova Zelanda |
| 10-01-98 | Russia     | 13 - 8 | Kazakistan    |
| 10-01-98 | Croazia    | 19 - 3 | Nuova Zelanda |
| 11-01-98 | Russia     | 19 - 0 | Nuova Zelanda |
| 11-01-98 | Croazia    | 19 - 4 | Kazakistan    |

### Gruppo B
|    | Squadra    | Pt | G | V | P | S | GF | GS | Diff |
| -- | ---------- | -- | - | - | - | - | -- | -- | ---- |
| 1. | Ungheria   | 6  | 3 | 3 | 0 | 0 | 34 | 14 | +20  |
| 2. | Jugoslavia | 4  | 3 | 2 | 0 | 1 | 34 | 21 | +13  |
| 3. | Italia     | 2  | 3 | 1 | 0 | 2 | 32 | 23 | +9   |
| 4. | Iran       | 0  | 3 | 0 | 0 | 3 | 7  | 49 | –42  |

| Data     | Gara       | Gara    | Gara       |
| -------- | ---------- | ------- | ---------- |
| 09-01-98 | Ungheria   | 7 - 5   | Jugoslavia |
| 09-01-98 | Italia     | 15 - 1  | Iran       |
| 10-01-98 | Ungheria   | 11 - 7  | Italia     |
| 10-01-98 | Jugoslavia | 18 - 4  | Iran       |
| 11-01-98 | Ungheria   | 16 - 2  | Iran       |
| 11-01-98 | Jugoslavia | 11 - 10 | Italia     |

### Gruppo C
|    | Squadra   | Pt | G | V | P | S | GF | GS | Diff |
| -- | --------- | -- | - | - | - | - | -- | -- | ---- |
| 1. | Spagna    | 6  | 3 | 3 | 0 | 0 | 29 | 12 | +17  |
| 2. | Grecia    | 4  | 3 | 2 | 0 | 1 | 26 | 18 | +8   |
| 3. | Brasile   | 2  | 3 | 1 | 0 | 2 | 16 | 22 | –6   |
| 4. | Sudafrica | 0  | 3 | 0 | 0 | 3 | 13 | 32 | –19  |

| Data     | Gara    | Gara   | Gara      |
| -------- | ------- | ------ | --------- |
| 09-01-98 | Spagna  | 13 - 3 | Sudafrica |
| 09-01-98 | Grecia  | 9 - 5  | Brasile   |
| 10-01-98 | Spagna  | 7 - 6  | Grecia    |
| 10-01-98 | Brasile | 8 - 4  | Sudafrica |
| 11-01-98 | Spagna  | 9 - 3  | Brasile   |
| 11-01-98 | Grecia  | 11 - 6 | Sudafrica |

### Gruppo D
|    | Squadra     | Pt | G | V | P | S | GF | GS | Diff |
| -- | ----------- | -- | - | - | - | - | -- | -- | ---- |
| 1. | Australia   | 6  | 3 | 3 | 0 | 0 | 26 | 19 | +7   |
| 2. | Stati Uniti | 4  | 3 | 2 | 0 | 1 | 24 | 13 | +11  |
| 3. | Slovacchia  | 2  | 3 | 1 | 0 | 2 | 22 | 20 | +2   |
| 4. | Canada      | 0  | 3 | 0 | 0 | 3 | 9  | 29 | –20  |

| Data     | Gara        | Gara   | Gara        |
| -------- | ----------- | ------ | ----------- |
| 09-01-98 | Australia   | 7 - 6  | Stati Uniti |
| 09-01-98 | Slovacchia  | 9 - 3  | Canada      |
| 10-01-98 | Australia   | 10 - 5 | Canada      |
| 10-01-98 | Stati Uniti | 8 - 5  | Slovacchia  |
| 11-01-98 | Australia   | 9 - 8  | Slovacchia  |
| 11-01-98 | Stati Uniti | 10 - 1 | Canada      |

## Seconda Fase

### Gruppo E
|    | Squadra    | Pt | G | V | P | S | GF | GS | Diff |
| -- | ---------- | -- | - | - | - | - | -- | -- | ---- |
| 1. | Ungheria   | 8  | 5 | 4 | 0 | 1 | 55 | 35 | +20  |
| 2. | Jugoslavia | 7  | 5 | 3 | 1 | 1 | 47 | 35 | +12  |
| 3. | Russia     | 6  | 5 | 3 | 0 | 2 | 44 | 40 | +4   |
| 4. | Italia     | 5  | 5 | 2 | 1 | 2 | 47 | 40 | +7   |
| 5. | Croazia    | 4  | 5 | 2 | 0 | 3 | 46 | 34 | +12  |
| 6. | Kazakistan | 0  | 5 | 0 | 0 | 5 | 23 | 78 | –55  |

| Data     | Gara       | Gara    | Gara       |
| -------- | ---------- | ------- | ---------- |
| 13-01-98 | Ungheria   | 17 - 3  | Kazakistan |
| 13-01-98 | Jugoslavia | 6 - 6   | Croazia    |
| 13-01-98 | Italia     | 8 - 6   | Russia     |
| 14-01-98 | Ungheria   | 9 - 8   | Croazia    |
| 14-01-98 | Jugoslavia | 9 - 7   | Russia     |
| 14-01-98 | Italia     | 13 - 3  | Kazakistan |
| 15-01-98 | Jugoslavia | 16 - 5  | Kazakistan |
| 15-01-98 | Russia     | 12 - 11 | Ungheria   |
| 15-01-98 | Italia     | 9 - 9   | Croazia    |

### Gruppo F
|    | Squadra     | Pt | G | V | P | S | GF | GS | Diff |
| -- | ----------- | -- | - | - | - | - | -- | -- | ---- |
| 1. | Spagna      | 10 | 5 | 5 | 0 | 0 | 41 | 25 | +16  |
| 2. | Australia   | 8  | 5 | 4 | 0 | 1 | 34 | 24 | +10  |
| 3. | Stati Uniti | 4  | 5 | 2 | 0 | 3 | 33 | 25 | +8   |
| 4. | Grecia      | 4  | 5 | 2 | 0 | 3 | 30 | 30 | 0    |
| 5. | Slovacchia  | 4  | 5 | 2 | 0 | 3 | 41 | 49 | –8   |
| 6. | Brasile     | 0  | 5 | 0 | 0 | 5 | 23 | 49 | –26  |

| Data     | Gara        | Gara   | Gara        |
| -------- | ----------- | ------ | ----------- |
| 13-01-98 | Australia   | 9 - 2  | Brasile     |
| 13-01-98 | Spagna      | 15 - 8 | Slovacchia  |
| 13-01-98 | Grecia      | 3 - 2  | Stati Uniti |
| 14-01-98 | Spagna      | 5 - 4  | Stati Uniti |
| 14-01-98 | Australia   | 5 - 3  | Grecia      |
| 14-01-98 | Slovacchia  | 9 - 8  | Brasile     |
| 15-01-98 | Spagna      | 5 - 4  | Australia   |
| 15-01-98 | Stati Uniti | 13 - 5 | Brasile     |
| 15-01-98 | Slovacchia  | 11 - 9 | Grecia      |

## Fase Finale

### Gruppo 13º - 16º posto
|     | Squadra       | Pt | G | V | P | S | GF | GS | Diff |
| --- | ------------- | -- | - | - | - | - | -- | -- | ---- |
| 13. | Canada        | 6  | 3 | 3 | 0 | 0 | 29 | 18 | +11  |
| 14. | Sudafrica     | 4  | 3 | 2 | 0 | 1 | 20 | 17 | +3   |
| 15. | Iran          | 2  | 3 | 1 | 0 | 2 | 15 | 21 | -6   |
| 16. | Nuova Zelanda | 0  | 3 | 0 | 0 | 3 | 12 | 20 | -8   |

| Data     | Gara      | Gara   | Gara          |
| -------- | --------- | ------ | ------------- |
| 13-01-98 | Canada    | 7 - 5  | Nuova Zelanda |
| 13-01-98 | Sudafrica | 6 - 3  | Iran          |
| 14-01-98 | Canada    | 12 - 7 | Sudafrica     |
| 14-01-98 | Iran      | 6 - 5  | Nuova Zelanda |
| 15-01-98 | Canada    | 10 - 6 | Iran          |
| 15-01-98 | Sudafrica | 7 - 2  | Nuova Zelanda |

### Semifinali

#### 1º - 4º posto
| Perth 17 gennaio 1998 | Ungheria | 10 – 5 | Australia | Challenge Stadium |

| Perth 17 gennaio 1998 | Spagna | 5 – 3 | Jugoslavia | Challenge Stadium |

#### 5º - 8º posto
| Perth 17 gennaio 1998 | Russia | 12 – 8 | Grecia | Challenge Stadium |

| Perth 17 gennaio 1998 | Stati Uniti | 8 – 10 | Italia | Challenge Stadium |

#### 9º - 12º posto
| Perth 17 gennaio 1998 | Croazia | 17 – 6 | Brasile | Challenge Stadium |

| Perth 17 gennaio 1998 | Slovacchia | 8 – 7 | Kazakistan | Challenge Stadium |

### Finali
- 11º posto

| Perth 18 gennaio 1998 | Brasile | 6 – 7 | Kazakistan | Challenge Stadium |

- 9º posto

| Perth 18 gennaio 1998 | Croazia | 12 – 3 | Slovacchia | Challenge Stadium |

- 7º posto

| Perth 18 gennaio 1998 | Grecia | 4 – 8 | Stati Uniti | Challenge Stadium |

- 5º posto

| Perth 18 gennaio 1998 | Russia | 3 – 14 | Italia | Challenge Stadium |

- 3º posto

| Perth 18 gennaio 1998 | Australia | 5 – 9 | Jugoslavia | Challenge Stadium |

- 1º posto

| Perth 18 gennaio 1998 | Ungheria | 4 – 6 | Spagna | Challenge Stadium |

## Classifica Finale
| Pos.    | Squadra       |
| ------- | ------------- |
| Oro     | Spagna        |
| Argento | Ungheria      |
| Bronzo  | Jugoslavia    |
| 4       | Australia     |
| 5       | Italia        |
| 6       | Russia        |
| 7       | Stati Uniti   |
| 8       | Grecia        |
| 9       | Croazia       |
| 10      | Slovacchia    |
| 11      | Kazakistan    |
| 12      | Brasile       |
| 13      | Canada        |
| 14      | Sudafrica     |
| 15      | Iran          |
| 16      | Nuova Zelanda |